# Laphria rufa
Laphria rufa là một loài ruồi trong họ Asilidae. Laphria rufa được von Roeder miêu tả năm 1887.